# Costa Ballena Ocean Club de Golf
Costa Ballena Ocean Club de Golf is een Spaanse golfclub ten westen van Cádiz.

## De golfclub
De leden van de golfclub spelen op de baan van het Costa Ballena Golf Resort. Doña Beatriz de Orleans-Borbón, voorheen eigenaar van de grond, is president van de club.

## De golfbaan
De golfbaan maakt deel uit van het resort, dat tussen Chipiona en Rota ligt. Het land behoorde voorheen aan de koninklijke familie Orleans-Bourbon. De familie was betrokken bij de ontwikkeling van het resort, waar vooral Spanjaarden en Duitsers huizen hebben gekocht.

Het terrein beslaat van 500 hectare, waarvan de eerste 300 meter landinwaarts van de ruim 6 km lange kustlijn niet bebouwd mag worden. Hoogbouw is ook verboden.
De golfbaan ligt aan de kust van de Atlantische Oceaan en is heel open en vlak, maar er staan mooie oude kurkeiken, palmen en olijfbomen. De 27 holesbaan is een ontwerp van José María Olazabal. Er zijn drie lussen van negen holes, de Los Olivos (1-9), Las Palmares (10-18) en Los Ficus (10-27). De 27 holes werden in 1985 aangelegd en in 1987 geopend. Las Palmares kijkt meer op de oceaan uit en heeft de meeste waterhindernissen, en de 18de green ligt op een eiland. De andere 18 holes lopen niet langs de kust. Er is ook een par 3-baan.

### Tourschool, Stage II
In november 2009 is Ballena voor de vijfde keer een van de vier golfbanen die zal worden gebruikt voor Stage II (ronde 2) van de Tourschool. De 'Final Stage' (finale) vindt plaats op The San Roque Club, ook in Spanje.

#### Winnaars
- 2005: Andrew McArthur;
- 2006: Antti Ahokas;
- 2007: Adam Bland;
- 2008: Jordi Garcia Pinto;
- 2009: uitslag 3 december.